# Lautulae
Lautulae sind in der römischen Mythologie die heißen Quellen, die das Eindringen der Sabiner in Rom zur Zeit des Romulus verhinderten. Sie lagen in der Nähe eines Janus-Tempels „am Westabhange des Kapitols an der Straße, welche das forum Romanum mit dem forum Caesaris verband“. Die Göttin Venus hatte die Najaden der Lautulae um Mithilfe gebeten. Daraufhin führten diese dem Wasser Schwefel und Erdpech hinzu und ließen den Sabinern durch die Hitze des Wassers keinen Durchgang.
Bei Ovid erscheint der Name „Lautulae“ nicht, man kennt ihn von Varro.